# Дружковский городской совет
 Дружковский городской совет (укр. Дружківська міська рада) — одна из административно-территориальных единиц в составе Донецкой области. Входит в состав Краматорской агломерации.

## Состав
Дружковский городской совет — 66 096 чел.
- город Дружковка — 56 842 чел.
- пгт Алексеево-Дружковка — 7 253 чел.
- пгт Райское — 846 чел.
  - пгт Новогригоровка — 343 чел.
- пгт Новониколаевка — 84 чел.
  - с Красный Кут — 210 чел. (на 2001 год)
  - посёлок Старорайское — 175 чел. (на 2001 год)
  - с Дружковское — 460 чел. (на 2001 год)

Всего: 1 город, 4 пгт (2 поссовета), 1 село, 1 посёлок

## Административное деление
Территория Дружковского городского совета включает в себя следующие посёлки, микрорайоны, сёла, территории, усадьбы:
- 6-й микрорайон
- 7-й микрорайон (Южный)
- 8-й микрорайон (Индустриальный)
- 9-й микрорайон (Солнечный)
- 10-й микрорайон (Пионерский)
- 11-й микрорайон
- 13-й микрорайон
- 200 планов (посёлок)
- Алексеево-Дружковка, пгт
- Блоки
- Гавриловка
- Гавриловка (Нижняя)
- Гавриловка (Верхняя)
- Горняк, совхоз «Дружковский»
- Донской
- Камчатка
- Карловка
- Красный Кут (село)
- Машиностроителей (посёлок)
- Мирный (ДЩ)
- Молоково (Чубаревка)
- Нижний Жилкооп (НЖСК)
- Новогригоровка, пгт (Моргуновка)
- Новокирпичный
- Новониколаевка, пгт (Швейцария)
- Райское пгт (Хлопово)
- Старорайское, село (Тройчата)
- Сурово
- Торецкий
- Усадьба совхоза «Красная звезда» (Нахаловка)
- Дружковское, пгт (Третье отделение совхоза «Красная звезда»)
- Яковлевка

## Экономика
Машиностроение (Дружковский машиностроительный завод, Дружковский завод газовой аппаратуры), металлообработка (Дружковский метизный завод), промышленность строительных материалов (Дружковский фарфоровый завод), горнодобывающая промышленность (Дружковское рудоуправление), изготовление наружной рекламы (Рекламное агентство «Айсберг-Реклама»).